# 赵树理故居
赵树理故居，位于山西省晋城市沁水县嘉峰镇尉迟村，是中华人民共和国山西省文物保护单位之一。

## 概况
故居为清乾隆年间所建造，格式为砖木结构四合院，一进两院。现存建筑面积约500平方米，保留内院。
1986年，薄一波为故居题名。
1997年，故居成为晋城市重点文物保护单位。2004年6月10日，故居被授予山西省文物保护单位，是一座近代现代重要史迹和代表性建筑。